# Tempel der Azurblauen Wolken

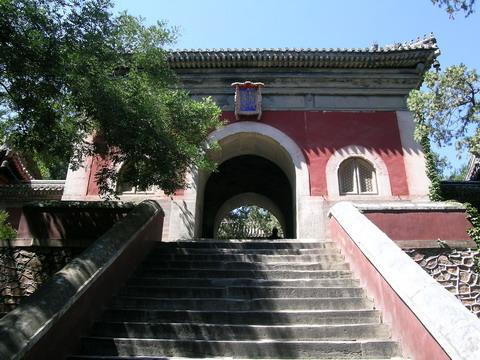
Eingang zum Tempel der Azurblauen Wolken

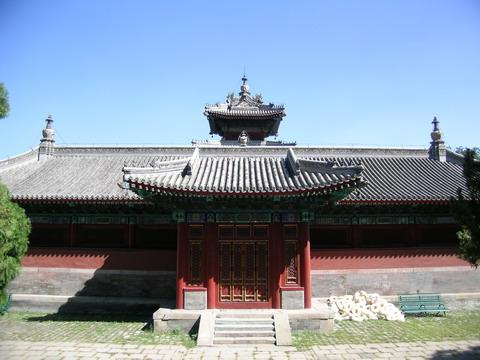
Arhats-Halle (Luohan tang)

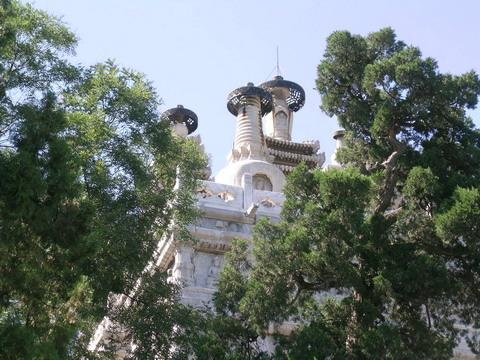
Diamantthronpagode (Jingang baozuo ta)

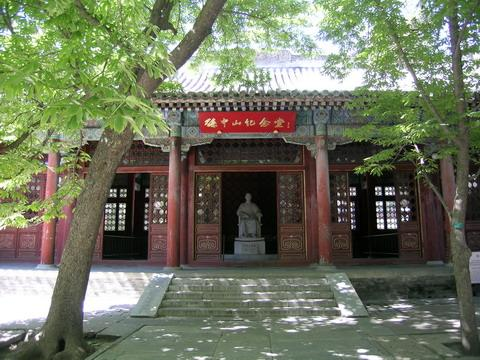
Sun Yat-sen Gedächtnishalle (Sun Zhongshan jiniantang)

Der Tempel der Azurblauen Wolken (chinesisch 碧云寺, Pinyin Bìyún Sì, englisch Temple of Azure Clouds) ist ein buddhistisches Tempelkloster im östlichen Teil der Pekinger Westberge (Xīshān 西山) gerade außerhalb des Nordtores des Duftberg-Parks (Xiangshan Gongyuan 香山公园) im Bezirk Haidian, einem nordwestlichen Vorort von Peking, China, ca. 20 km vom Stadtzentrum entfernt.

## Namen
Erich Haenisch nennt die Anlage „Kloster zu den smaragdgrünen Wolken“. Auf  Mandschurisch heißt sie niowanggiyan tugingge juktehen ᠨᡳᠣᠸᠠᠩᡤᡳᠶᠠᠨ
ᡨᡠᡤᡳᠩᡤᡝ
ᠵᡠᠭᡨᡝᡥᡝᠨ, auf Mongolisch köke egületü süm-e ᠬᠦᠬᠡ
ᠡᠭᠦᠯᠡᠲᠦ
ᠰᠦᠮ᠎ᠡ und auf Tibetisch sprin sngon can lha khang སྤྲིན་སྔོན་ཅན་ལྷ་ཁང་.

## Geschichte
Er wurde im 14. Jahrhundert erbaut, im Jahr 1331 während der Yuan-Dynastie (1271–1368), und wurde 1748 erweitert.
Der Tempel steht seit 2001 auf der Liste der Denkmäler der Volksrepublik China (5-203).